# ارماند ديومي
ارماند ديومي (بالفرنسية: Armand Deumi)‏ (12 مارس 1979 بدوالا في الكاميرون - ) هو لاعب كرة قدم كاميروني في مركز الدفاع. شارك مع منتخب الكاميرون لكرة القدم. أما مع النوادي، فقد لعب مع غازي عنتاب بي.بي.كي وغازي عنتاب سبور ونادي ثون ونادي سيون ونادي كارديمير كارابوك سبور وKadji Sports Academy ‏.

## روابط خارجية
- ارماند ديومي على موقع اتحاد تركيا (لاعب) (الإنجليزية)
- ارماند ديومي على موقع قاعدة بيانات كرة القدم.إي يو (الإنجليزية)
- ارماند ديومي على موقع ناشيونال فوتبول تيمز (الإنجليزية)
- ارماند ديومي على موقع عالم كرة القدم.نت (الإنجليزية)